# Mazurowe Doły

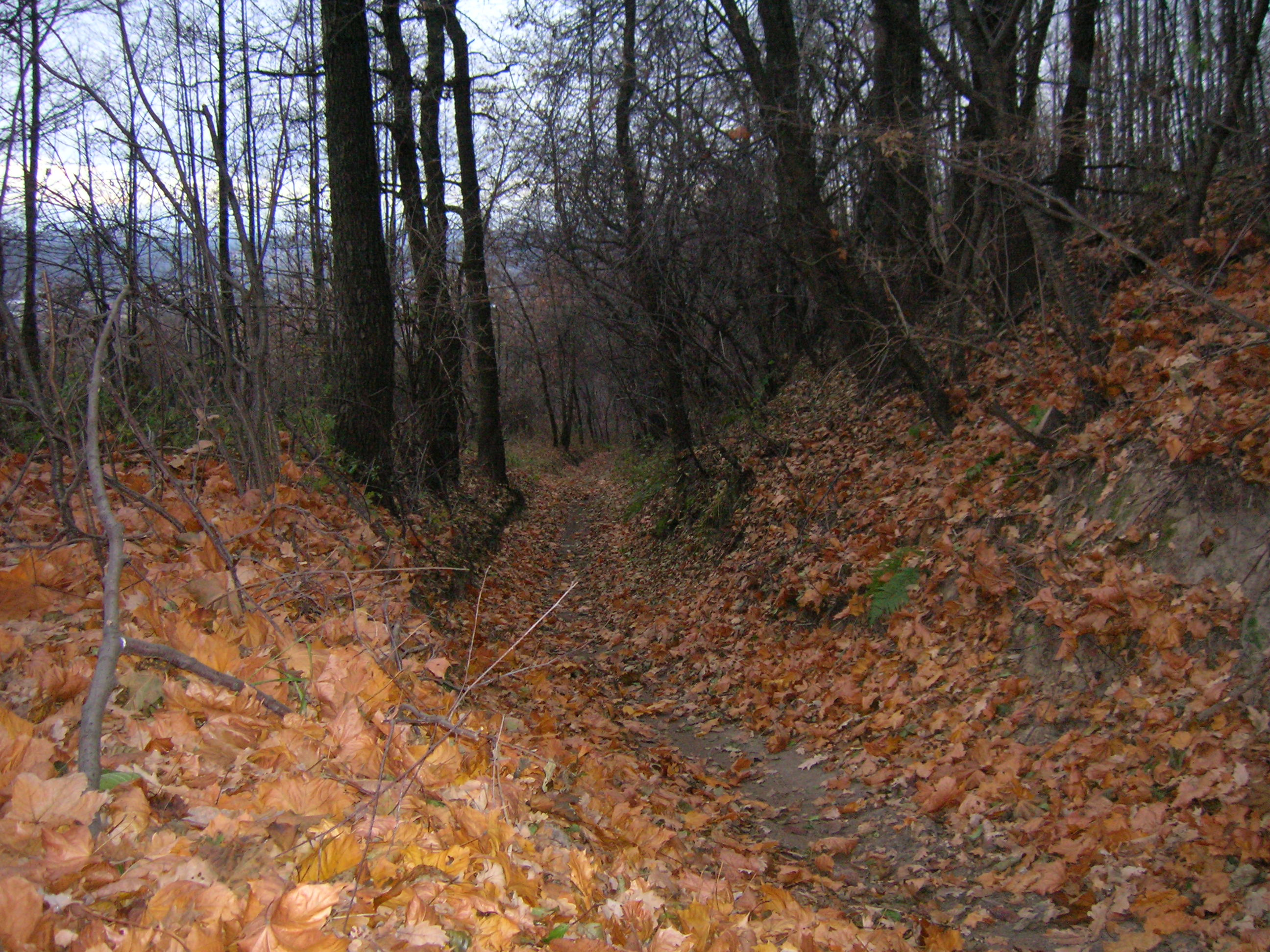
Fragment wąwozu

Mazurowe Doły – wąwóz na Wyżynie Krakowsko-Częstochowskiej, (Wyżynie Olkuskiej), południowo-wschodnie odgałęzienie Doliny Eliaszówki, przy drodze do Lasu Hrabskiego w rezerwacie przyrody Dolina Eliaszówki. Znajduje się powyżej źródła proroka Eliasza. Wąwóz wycięty jest w skałach wapiennych, na południe od zachodniego skraju wsi Paczółtowice. Zachodnia część wąwozu jest zalesiona i należała do klasztoru w Czernej i pierwotnie otoczony był murem o wysokości 2,5 m, wzniesionym w latach 1640–1672, którego ruiny zachowały się do dziś.

## Szlaki turystyki pieszej
– żółty z Olkusza przez Dolinę Eliaszówki i rezerwat przyrody oraz Dolinę Racławki do Paczółtowic.